# 裡菫紫金牛
裡菫紫金牛（学名：Ardisia violacea）为报春花科紫金牛屬下的一个种。

## 扩展阅读
- 維基物種上的相關：裡菫紫金牛